# Trenčianske Jastrabie
Trenčianske Jastrabie (hongrois : Ölved) est un village de Slovaquie situé dans la région de Trenčín.

## Histoire
La première mention écrite du village date de 1269.

## Démographie

### Évolution de la population
| Année:               | 1994. | 2004.   | 2014.   | 2024.    |
| -------------------- | ----- | ------- | ------- | -------- |
| Nombre de personnes: | 1224  | 1206    | 1214    | 1391     |
| Différence:          |       | -1,47 % | +0,66 % | +14,57 % |

| Année:               | 2023. | 2024.   |
| -------------------- | ----- | ------- |
| Nombre de personnes: | 1382  | 1391    |
| Différence:          |       | +0,65 % |